# 8459 Larsbergknut
A 8459 Larsbergknut (ideiglenes jelöléssel (8459) 1981 EQ18) a Naprendszer kisbolygóövében található aszteroida. Schelte J. Bus fedezte fel 1981. március 2-án.